# Лізоркіна Марина Сергіївна
Марина Сергіївна Лізоркіна (нар. 9 червня 1983, Москва, Росія) — російська співачка і художник. Колишня солістка групи Serebro (2006—2009)

## Біографія

### Музична кар'єра
Народилася в Москві 9 червня. У віці трьох років переїхала з батьками до Криму. З 6 до 10 років навчалася в Судакської дитячій музичній школі. Пізніше повернулася в Москву. Співала в хорі ім. Струве. Закінчила музичну школу по класу фортепіано. У 16 років вступила до Інституту сучасного мистецтва (ІСІ) на естрадний факультет. Випускниця Естрадно-джазової академії, екс-солістка групи «Формула», виконавиця вокальних партій Віолетти в саундтреку до телесеріалу «Приречена стати зіркою». Також брала участь в інших музичних проектах. Записала спільний сингл з групою «Брати готівку», а також власний сингл «Стоп», що потрапив в лідируючі позиції в чартах R'n'B і хіп-хоп-музики того часу. У період з 1999 по 2004 рік писала пісні для різних поп-виконавців. Також записувала бек-вокал до деяких з них, наприклад, до пісень, написаних для Інни Маліковій (в написанні музики брав участь брат Інни - відомий співак і композитор Дмитро Маліков).

### Serebro (2006—2009)
У 2006 році підписала контракт з продюсерським центром Максима Фадєєва  для участі в групі Serebro, в складі якої зайняла 3-е місце на міжнародному конкурсі Євробачення-2007. 25 квітня 2009 року гурт Serebro випустила дебютний альбом «ОпіумRoz», на підтримку якого відбувся масштабний концерт на Поклонній Горі. У червні 2009 року Лізоркіна покинула колектив, щоб серйозно зайнятися кар'єрою художника..

## Дискографія

### Сингли
Сольно
- Стоп
- Анализируй это (Feat. Братья Наличные)

В складі групиФормула
- На полчаса
- Лето
- Пароход
- Амстердам

В складі групи Serebro
- Song#1/Песня №1
- Дыши
- Опиум
- Скажи, не молчи
- Dirty Kiss
- Whats your problem
- Why
- Sound Sleep
- Never be good
- Under pressure

### Альбоми
- 2004 — Обреченная стать звездой
- 2009 — ОпиумRoz

## Відеографія

### У складі групи «Serebro»
| Рік  | Відео             | Назва                 | Режисер                      | Склад                                   |
| ---- | ----------------- | --------------------- | ---------------------------- | --------------------------------------- |
| 2007 |                   | «Song #1»/«Песня № 1» | Максим Фадєєв, Максим Рожков | О. Темнікова, О. Серябкіна, М Лізоркіна |
| 2007 | «Дыши»            |                       | Максим Фадєєв, Максим Рожков | О. Темнікова, О. Серябкіна, М Лізоркіна |
| 2008 |                   | «Опиум»               | Максим Фадєєв                | О. Темнікова, О. Серябкіна, М Лізоркіна |
| 2008 | «Скажи, не молчи» |                       | Максим Фадєєв                | О. Темнікова, О. Серябкіна, М Лізоркіна |